# تاي وارنر
تاي وارنر (بالإنجليزية: Ty Warner)‏ هو رائد أعمال أمريكي، ولد في 3 سبتمبر 1944 في شيكاغو في الولايات المتحدة.